# Quintanilla de Trigueros
Quintanilla de Trigueros is een gemeente in de Spaanse provincie Valladolid in de regio Castilië en León met een oppervlakte van 32,16 km². Quintanilla de Trigueros telt 107 inwoners (1 januari 2016).

## Demografische ontwikkeling

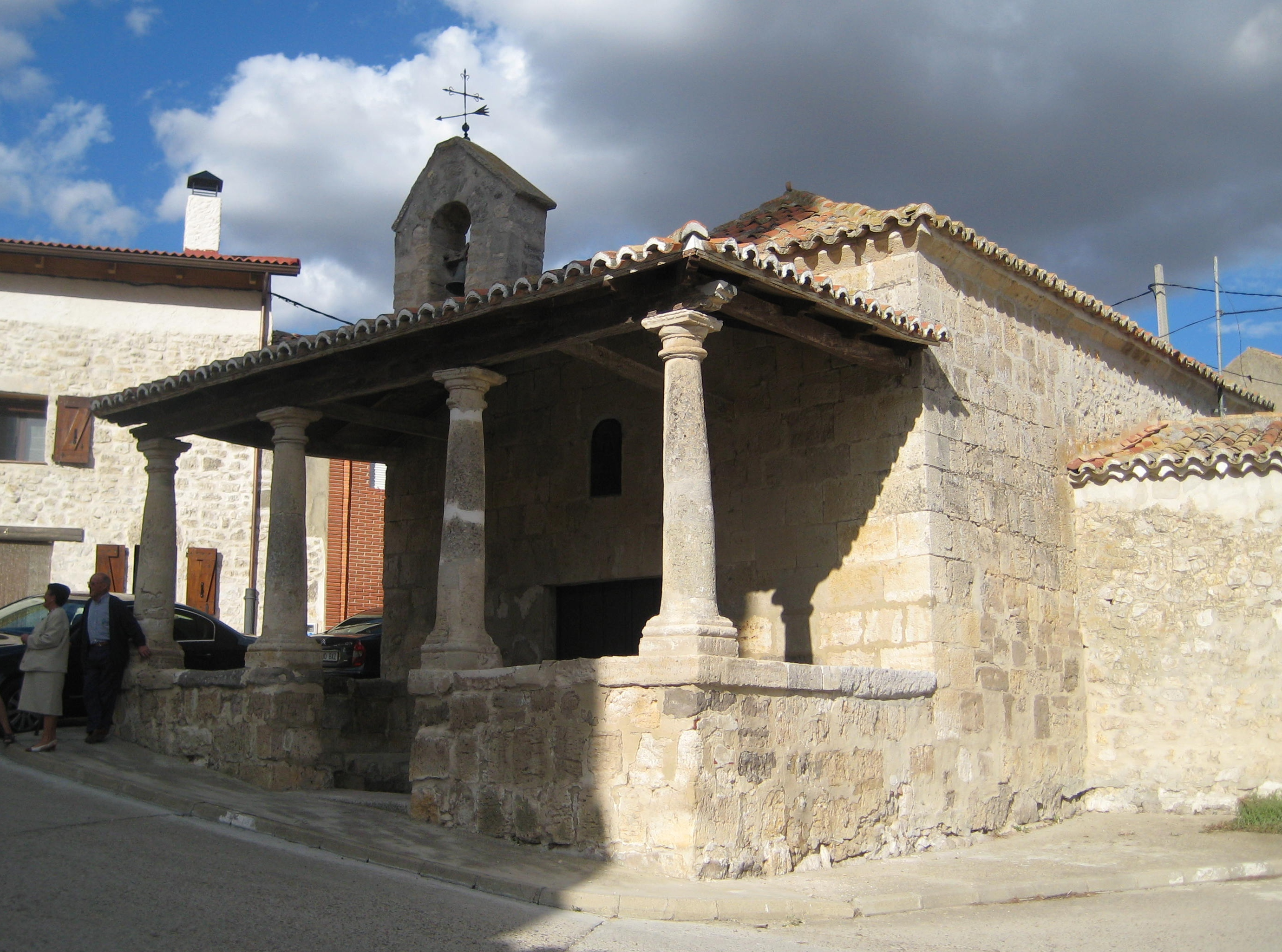
Kluizenarij.

Bron: INE, 1857-2011: volkstellingen